# سقوط صخري

سقوط صخري قام بتعطيل حركة المرور.

السقوط الصخري (بالإنجليزية: Rock Full)‏، تُشير إلى كميات الصخور التي تسقط من وجه الجرف. كما يستخدم المصطلح لانهيار الصخور من السقف أو الجدران من أعمال المنجم أو المحجر.
تحدث هذه العملية من عمليات الانهيار السريعة فوق السفوح الصخرية العارية شديدة الانحدار، حيث تسقط الكتل الصخرية وتصطدم بالارض دون تعرضها للتدحرج أو الانزلاق وان كانت تتعرض في أغلب الأحوال للتكسر نتيجة اصطدامها.
تعد السفوح الجبلية والجروف الساحلية من أكثر المناطق تعرضا للسقوط الصخري.
وفي أحوال كثيرة نجد سفوحا شديدة الانحدار تقل بها عمليات السقوط الصخري ويرجع ذلك إلى شدة صلابة صخورها وعدم وجود أسطح تضعف بها الشقوق والفواصل التي تنفصل نتيجة لكثافتها إلى كتل ومفتتات صخرية بشكل مفاجئ يصعب متابعتها.
ونظرا لكون العوامل المسببة لسقوط الصخر عوامل مناخية في معظمها، فإنه عادةً ما يكون السقوط الصخري في العروض العليا يصل اقصاه خلال فصلي الربيع والخريف، كذلك قد يحدث سقوط صخري بسبب الزلازل وذلك في حالة تعرض سفوح جافة مكونة من صخور متماسكة لأي هزات أرضية قوية، كما أنها قد تتعرض لحدوث انهيارات للمفتتات الصخرية أما إذا كانت السفوح المعرضة للزلازل تتكون من رمال وتكوينات غرينية مشبعة بالمياه وضعيفة التماسك فإن أي اهتزازات تتعرض لها تؤدي إلى تسييلها وحدوث تدفق طيني أو انزلاق صخري .
وعادة ما يرتبط السقوط الصخري بحدوث تراجع واضح للحوائط الصخرية المنحدرة، كذلك يرتبط بتزايد كميات هشيم السفوح وذلك نتيجة لما يضاف إليها من مفتتات قادمة إليها من الأوجه الحرة التي عادةً ما ترتبط با عمليات السقوط الصخري.